# Primer ministro de Siria
El primer ministro de Siria (en árabe: رئيس وزراء سوريا‎, romanizado: raʾīs wuzarāʾ Sūriyā), también llamado presidente del Consejo de Ministros de Siria (en árabe: رئيس مجلس الوزراء س, ra'īs majlis wuzarā Sūriyā),era el jefe de gobierno de Siria y era el encargado de presidir el Consejo de Ministros. El cargo de primer ministro fue abolido durante la formación del segundo Gobierno de transición de Siria desde la caída del régimen de Ásad.
El primer ministro era nombrado por el presidente de Siria, junto con otros ministros y miembros del Gobierno que el nuevo primer ministro proponga. A continuación, el Consejo Popular de Siria aprobaba el programa legislativo del nuevo gobierno, antes de que este tome el cargo de forma oficial. No tenía ningún límite constitucional respecto el número de mandatos que puede ocupar un primer ministro. Varios primeros ministros han mantenido el cargo en varias ocasiones no consecutivas.